# ستيف كيرتز
ستيف كيرتز (بالإنجليزية: Steve Kurtz)‏ هو فنان أمريكي، ولد في 1958.